# Venezuela multidenticulata
Venezuela multidenticulata is een spinnensoort uit de familie trilspinnen (Pholcidae). De soort komt voor in Venezuela en is de typesoort van het geslacht Venezuela.